# Štěrboholská radiála

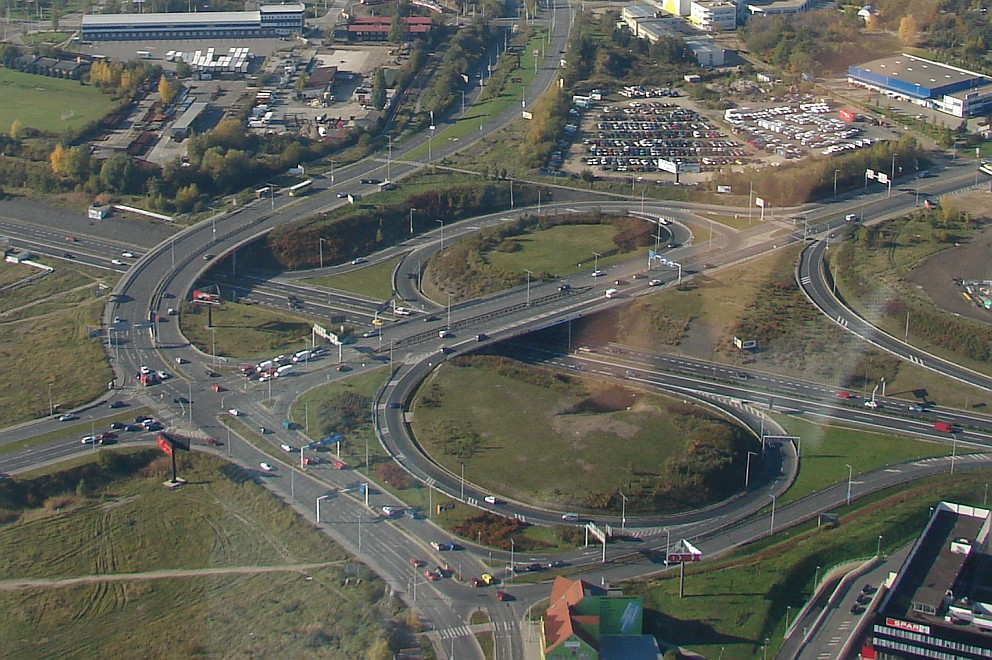
Mimoúrovňové křížení s Černokosteleckou a Průmyslovou ulicí

Štěrboholská radiála je jedna z radiál propojujících Městský a Pražský okruh na východě Prahy. Oficiální název komunikace v úseku Průmyslová - Pražský okruh je Štěrboholská spojka.
Na jihozápadě plynule navazuje na Jižní spojku a na severovýchodě se plynule napojuje na Pražský okruh (úsek Satalice – Běchovice, dříve označovaný jako Východní spojka). V budoucnosti bude v oblasti Běchovic vybudována mimoúrovňová křižovatka s připojením Pražského okruhu a budoucí silnice I/12 (po přeložení současné silnice I/12) na Úvaly a možná i dále ke Kolínu.

## Výstavba
Komunikace byla stavěna ve dvou etapách:

### 1. etapa
V této etapě byl postaven úsek od budoucí MÚK Rybníčky po MÚK s Černokosteleckou a Průmyslovou ulicí. Tato část byla vybudována společně s částí Městského okruhu Zahradní Město - MÚK Rybníčky, jehož součástí je i tzv. Lanový most. V současné době tak provizorně Štěrboholská radiála plynule přechází v městský okruh.
Náklady na výstavbu byly 1,075 miliardy Kč. Stavbu prováděly Dopravní stavby Uherské Hradiště v období duben 1989 až prosinec 1997.
V srpnu 2011 byla v místech budoucí MÚK Rybníčky dokončena stavba "zkapacitnění Štěrboholské radiály".

### 2. etapa
V této etapě byl realizován úsek Průmyslová ulice – Pražský okruh. Jelikož však v této části není Pražský okruh v celé své trase dostavěn, opět zde dochází k provizornímu napojení, a Štěrboholská radiála tak v těchto místech plynule přechází v Pražský okruh směr Černý Most.
Stavbu prováděly Dálniční stavby Praha v období duben 1997 až červen 2000. Do provozu byla radiála uvedena 27. srpna 1999.

### Zkapacitnění Štěrboholské radiály
Od podzimu 2009 do léta 2011 probíhalo tzv. zkapacitnění Štěrboholské radiály. Jedná se o stavbu v místě, kde Městský okruh provizorně přechází ve Štěrboholskou radiálu. Z tohoto místa by se Městský okruh měl v budoucnu oddělovat a pokračovat směr Balabenka. V rámci zkapacitnění byla vystavěna druhá (jižní) větev v místě plánované MÚK Rybníčky, kde dosud provizorní řešení omezovalo kapacitu komunikace. Stavba byla celkově dokončena v roce 2013.